# 蒋公祠
蒋公祠位于云南省大理州大理市大理镇玉洱路123号，是大理古城内保存最完好的祠堂建筑群。现为大理非物质文化遗产博物馆。

## 历史
蒋公祠建于光绪三十一年（1905年），是清廷褒奖贵州提督蒋宗汉（谥壮勤，1836－1898年）功绩所建的祠堂。民國年間改为鹤庆会馆。2012年12月30日建成大理非物质文化遗产博物馆，是云南省首家非物质文化遗产专题博物馆。

## 保护
1985年，蒋公祠由大理市人民政府公布为重点文物保护单位。2019年2月21日，蒋公祠公布为第八批云南省文物保护单位。